# Leptocaris noodti
Leptocaris noodti is een eenoogkreeftjessoort uit de familie van de Darcythompsoniidae. De wetenschappelijke naam van de soort is voor het eerst geldig gepubliceerd in 1994 door Kunz.